# Principe de moindre action et mécanique classique
En mécanique classique, le principe de moindre action est très utilisé pour déterminer les trajectoires et états des systèmes physiques.
L'action se présente comme la sommation, le long du parcours du système, de la différence entre l'énergie cinétique et l'énergie potentielle. La détermination du trajet se fait par une méthode variationnelle : à points extremum fixés, temps de trajet fixé, et trajet variable, on cherche le ou les trajets pour lesquels l'action est stationnaire par rapport aux variations possibles et infimes du trajet.
Cette méthode aboutit aux équations d'Euler-Lagrange qui donnent des trajets sur lesquels l'action n'est pas toujours minimale, mais parfois maximale, voire ni l'un ni l'autre mais seulement stationnaire. Dans tous les cas ces trajets respectent les conditions physiques et sont donc réalistes. Mais le long de chacun de ces trajets, si deux points sont assez proches (mesure faite par la longueur du trajet les séparant) alors on peut démontrer qu'entre eux ce trajet minimise l'action dans la méthode variationnelle, ce qui justifie le nom du principe.
On peut interpréter cela comme équivalent aux deux conditions suivantes :
- la trajectoire que suit un corps est celle qui permet la transformation instantanée de l'énergie cinétique en énergie potentielle la plus petite  possible (donc aussi la plus lente sur la trajectoire), ou la transformation immédiate dans le sens inverse la plus grande possible (donc la plus rapide possible sur la trajectoire) ;
- la transformation (et donc la trajectoire) est déterminée par les conditions initiales (position et vitesse) et les conditions de l'environnement physique : il doit y avoir continuité de la trajectoire s'il y a continuité du milieu physique.

Il y a parfois un échange cyclique entre ces deux énergies (balancier sans frottement, satellite à orbite elliptique...) ou une stabilisation provisoire (bille immobile ou posée au fond d'un trou, satellite à orbite circulaire...).
La chute libre d'un corps est l'exemple type de la transformation de l'énergie potentielle (gravitationnelle) en énergie cinétique. Le ralentissement et l'arrêt (avant sa chute) d'un corps lancé verticalement est un exemple de la transformation inverse.
Les frottements imposent une transformation plus compliquée car ils engendrent de la chaleur, qui est l'énergie cinétique des molécules des matériaux, mais en négligeant cette forme d'énergie, on peut utiliser le Principe de moindre action en considérant que de l'énergie cinétique se perd (sort du système étudié).

## Historique
Pierre de Fermat s'intéressait au problème du chemin pris par la lumière, dans une simplification similaire à l'optique géométrique, et notamment au trajet le plus court en temps que celle-ci prend lors d'une transition de milieu, précisant que la lumière prend le chemin le plus court (en temps de parcours) et non pas la distance la plus courte. Maupertuis répond que les corps massifs prennent le chemin où leur quantité d'action est localement minimisée, d'où le nom de principe de moindre action (1744). En 1788 Joseph-Louis Lagrange propose une formulation mathématique du principe de moindre action, qui est encore en vigueur de nos jours.

## Une alternative de présentation
- Soit on expose l'action et le lagrangien habituels de la physique classique (non relativiste), puis on détermine les équations d'Euler-Lagrange.
- Soit on définit abstraitement l'action et le lagrangien (à la manière de Landau et Lifchitz[3]), et on détermine leurs formes et leurs propriétés qu'imposent les principes de la physique, ainsi que les équations d'Euler-Lagrange.

Dans cet article, seule la première présentation sera donnée.

## Définition du lagrangien et de l'action classiques
Considérons pour simplifier un point matériel décrit, dans un repère galiléen, par un seul degré de liberté, noté {\displaystyle \ q(t)} à l'instant {\displaystyle \ t} . 
Le lagrangien est la différence entre l'énergie cinétique (du point matériel) et l'énergie potentielle (due à l'environnement physique) :
où {\displaystyle {\frac {1}{2}}\,m\,{\dot {q}}^{2}} est l'énergie cinétique du système et {\displaystyle V(q,{\dot {q}},t)} est l'énergie potentielle, qui en général ne dépend pas de {\displaystyle {\dot {q}}}.
L'action de la trajectoire, étant la somme totale de la différence entre l'énergie cinétique et l'énergie potentielle durant la trajectoire, est définie par:
{\displaystyle S\ =\ \int _{t_{i}}^{t_{f}}L(q(t),{\dot {q}}(t),t)\,\mathrm {d} t}
où {\displaystyle \ t_{i}} et {\displaystyle \ t_{f}} désignent respectivement l'instant initial et l'instant final.

## Équation d'Euler-Lagrange
- Dire que le chemin « minimise localement l'action » signifie que pour tout autre chemin ayant les mêmes conditions initiales et finales, et suffisamment proche du chemin minimisant, la valeur de l'action est plus grande.
- Avec certaines conditions initiales et/ou finales, le chemin minimisant localement l'action peut ne pas exister, mais s'il existe, il est unique (à cause des conditions initiales et de la continuité du mouvement).

Le lagrangien n'est pas défini de manière unique : l'ajout au lagrangien d'une fonction {\displaystyle f(q,{\dot {q}},t)={\frac {\mathrm {d} F}{\mathrm {d} t}}} ajoute à l'action une fonction {\displaystyle \ F(t_{final})-F(t_{initial})} qui ne dépend que des extrémités et qui s'annule quand on fait varier l'action par rapport au chemin.
Le chemin {\displaystyle q(t)} effectivement suivi par le point matériel entre les instants {\displaystyle t_{i}} et {\displaystyle t_{f}} fixés est un extremum de l'action (car il lui fait atteindre sa valeur minimale ou maximale), donc en faisant une variation du chemin, on a :
| {\displaystyle \delta S[q]\ =\ 0}. |

L'équation (d'Euler-Lagrange) que l'on en déduit est :
Une démonstration se trouve dans l'article détaillé.

## L'équation fondamentale de la dynamique newtonienne
Supposons que {\displaystyle \ V(q,{\dot {q}},t)=V(q,t)}.
Avec l'expression du lagrangien classique, on obtient : {\displaystyle {\frac {\mathrm {d} }{\mathrm {d} t}}{\frac {\partial L}{\partial {\dot {q}}}}(q,{\dot {q}},t)\ =\ m.{\ddot {q}}}.
Les équations d'Euler-lagrange donnent :  
| {\displaystyle m.{\ddot {q}}=-{\frac {\partial V}{\partial q}}(q_{0},t)}, |

ce qui exprime les lois du mouvement de Newton avec : 
| (Somme des forces extérieures) = {\displaystyle -{\frac {\partial V}{\partial q}}(q_{0},t)}. |

Si toutes les forces en jeu dérivent d'un potentiel, le principe de moindre action peut être considéré comme une réécriture des lois du mouvement de Newton.

## Cas où il y a des forces defrottement
On suppose que le système évolue dans un milieu homogène (mêmes propriétés à tous les endroits) et isotrope (mêmes propriétés dans toutes les directions), et dont la viscosité engendre des frottements :
- S'il n'y a qu'un seul degré de liberté {\displaystyle q} du système :
En première approximation, les forces de frottements peuvent se modéliser par {\displaystyle f=-a.{\dot {q}}} où {\displaystyle a} est une constante positive dépendant des caractéristiques géométriques du corps et de la viscosité du milieu (air, eau…), le signe {\displaystyle -} indiquant que les frottements sont orientés dans le sens inverse du mouvement.
On peut donc utiliser le potentiel {\displaystyle V_{\ fr}={\frac {a}{2}}.({\dot {q}})^{2}} dans le lagrangien.
- S'il y a plusieurs degrés de liberté, le lagrangien s'écrit {\displaystyle L(q,{\dot {q}},t)\ ={\frac {1}{2}}\Sigma _{i}\,m_{i}\,{\dot {q}}_{i}^{2}\ -\ V(q,{\dot {q}},t)}
et la force de frottement dans la direction de la j-ème coordonnée est {\displaystyle f_{j}=-\Sigma _{i}\ a_{i,j}.{\dot {q}}_{i}},
ce qui est une égalité scalaire, où les {\displaystyle a_{i,j}} sont des constantes, ainsi que dans le cas précédent.

Il n'y a de potentiel que si {\displaystyle a_{i,j}=a_{j,i}}, ce qui est toujours vrai dans un fluide homogène et isotrope.
Dans le cas où il y a un potentiel (appelé fonction de dissipation), il a la forme d'une fonction quadratique : {\displaystyle F={\frac {1}{2}}\Sigma _{ij}\ a_{i,j}.{\dot {q}}_{i}{\dot {q}}_{j}}.
On vérifie facilement que : {\displaystyle f_{j}=-{\frac {\partial F}{\partial {\dot {q}}_{j}}}}.
Dans tous les cas, pour préserver l'utilisation du lagrangien, et pour respecter l'équation fondamentale de la dynamique, on écrit :
{\displaystyle {\frac {\mathrm {d} }{\mathrm {d} t}}{\frac {\partial L}{\partial {\dot {q}}_{j}}}(q,{\dot {q}},t)\ -\ {\frac {\partial L}{\partial q_{j}}}(q,{\dot {q}},t)\ =\ f_{j}=-\Sigma _{i}\ a_{i,j}.{\dot {q}}_{i}}.
Si la fonction de dissipation {\displaystyle F} est utilisable, on démontre que {\displaystyle {\frac {\mathrm {d} E}{\mathrm {d} t}}=-2F} (voir plus bas pour la définition de l'énergie E), ainsi cette fonction quantifie la dissipation d'énergie du système au cours du temps.
Pour une vue plus exhaustive sur les frottements, consulter le wikilivre Tribologie

## Particule chargée dans unchamp électromagnétique
Ici {\displaystyle e} est la charge de la particule.
{\displaystyle L=L({\vec {q}},{\dot {\vec {q}}},t)={\frac {1}{2}}m\ {\dot {\vec {q}}}^{2}\ -\ V(q,{\dot {\vec {q}}},t)}
avec : {\displaystyle V(q,{\dot {\vec {q}}},t)=e\phi ({\vec {q}},t)-e{\dot {\vec {q}}}.{\vec {A}}({\vec {q}},t)} ; la donnée {\displaystyle \left(\phi ({\vec {q}},t),{\vec {A}}({\vec {q}},t)\right)} est appelée « potentiel électromagnétique ».
Donc :
{\displaystyle L={\frac {1}{2}}m{\dot {\vec {q}}}^{2}-e\phi +e.{\dot {\vec {q}}}\cdot {\vec {A}}}
en posant {\displaystyle {\vec {E}}=-{\frac {\partial {\vec {A}}}{\partial t}}-{\vec {grad}}\phi } le champ électrique et {\displaystyle {\vec {B}}={\vec {rot}}{\vec {A}}} le champ magnétique.
Les équations d'Euler-Lagrange donnent : 
{\displaystyle m{\ddot {{\vec {q}}~}}=e\left({\vec {E}}+{\dot {{\vec {q}}~}}\wedge {\vec {B}}\right)}
où {\displaystyle {\vec {F}}=e\left({\vec {E}}+{\dot {\vec {q}}}\wedge {\vec {B}}\right)} est appelé force de Lorentz.
Historiquement, la force de Lorentz a été trouvée avant l'idée du potentiel électromagnétique.

## L'impulsion
L'impulsion est la variable conjuguée de la vitesse dans la transformée de Legendre du lagrangien.
Elle est définie par : {\displaystyle p={\frac {\partial L}{\partial {\dot {q}}}}(q,{\dot {q}},t)}.
- Si {\displaystyle V=V(q,t)} alors {\displaystyle p=m{\dot {q}}}
donc {\displaystyle {\dot {q}}={\frac {1}{m}}p}, d'où : {\displaystyle L=L(q,p,t)={\frac {1}{2m}}\ p^{2}\ -\ V(q,t)}.
- Si {\displaystyle V=V(q,{\dot {q}},t)} est affine par rapport à  {\displaystyle {\dot {q}}} (sinon il s'agit d'une force de frottement) alors {\displaystyle p=m{\dot {q}}-{\frac {\partial V}{\partial {\dot {q}}}}}
où {\displaystyle {\frac {\partial V}{\partial {\dot {q}}}}} est indépendant de {\displaystyle {\dot {q}}}.

L'impulsion est utilisable comme variable :
En remarquant que : {\displaystyle {\dot {q}}={\frac {1}{m}}\left(p+{\frac {\partial V}{\partial {\dot {q}}}}\right)}, on a {\displaystyle L=L(q,p,t)={\frac {1}{2m}}\ \left(p+{\frac {\partial V}{\partial {\dot {q}}}}\right)^{2}\ -\ V(q,p,t)}.
En développant le carré, on obtient :
{\displaystyle L=L(q,p,t)={\frac {1}{2m}}\ p^{2}\ -\ V'(q,t)}.
Dans le lagrangien {\displaystyle L(q,p,t)}, le potentiel est indépendant de {\displaystyle p}.
Avec l'impulsion comme variable, les équations d'Euler-Lagrange ne changent pas de forme : {\displaystyle p} y prend la place de {\displaystyle {\dot {q}}}.

## Invariances et constantes du mouvement
Le théorème de Noether montre qu'une invariance du lagrangien par une transformation impose une grandeur invariante du système. On peut utiliser l'énergie du système pour arriver aux mêmes invariants (mis à part le premier cas).

### Indépendance par rapport au temps
Si les forces en présence sont indépendantes du temps ou si le système est fermé, alors le lagrangien ne dépend pas explicitement du temps : {\displaystyle {\frac {\partial L}{\partial t}}=0} ou encore  {\displaystyle L=L({\vec {q}},{\dot {{\vec {q}}~}})}.
En dérivant le lagrangien par rapport au temps, on démontre que l'énergie totale 
| {\displaystyle E={\frac {\partial L}{\partial {\dot {{\vec {q}}~}}}}.{\dot {{\vec {q}}~}}-L={\frac {1}{2}}\,m\,{\dot {{\vec {q}}~}}^{2}+V\left({\vec {q}}\right)} |

| est constante par rapport au temps, |

c’est-à-dire : {\displaystyle {\frac {\mathrm {d} E}{\mathrm {d} t}}=0}.
Ceci peut se démontrer directement à partir de l'équation fondamentale de la dynamique.
L'énergie du système peut aussi être définie comme la transformée de Legendre du lagrangien.
Dans le cas particulier où il s'agit d'un potentiel électromagnétique, et en utilisant les notations vues ci-dessus pour ce cas, on montre que : {\displaystyle E={\frac {1}{2m}}.\left({\vec {p}}-e.{\vec {A}}\right)^{2}+e.\phi }.

### Translation dans l'espace
Pour un système fermé, et du fait de l'homogénéité (mêmes propriétés à des endroits différents) de l'espace, une translation du système de vecteur constant n'en change pas les propriétés, et donc ne change pas le lagrangien.
On en tire la conclusion de l'invariance de l'impulsion du système. Cette impulsion est la somme des impulsions des éléments du système.

### Rotation dans l'espace
Pour un système fermé, et du fait de l'isotropie de l'espace (mêmes propriétés dans des directions différentes) de l'espace, une rotation fixée du système n'en change pas les propriétés, et donc ne change pas le lagrangien.
On en tire la conclusion de l'invariance du moment cinétique du système. Ce moment cinétique est la somme des moments cinétiques des éléments du système.

### Changement de repère galiléen
Un changement de repère galiléen ne change pas les propriétés du système, par contre il permet de montrer qu'il existe un centre de masse (ou centre d'inertie) du système : particule virtuelle dont la masse est la masse totale du système, et animée d'un mouvement rectiligne uniforme en cas d'absence d'interaction avec l'extérieur.
Dans ce dernier cas, en posant 
- {\displaystyle \mu } = masse totale
- {\displaystyle V} = vitesse du centre de masse
- énergie interne : {\displaystyle E_{int}=\Sigma _{i}\ m_{i}\ v_{i}^{2}+U}
- lagrangien interne : {\displaystyle L_{int}=\Sigma _{i}\ m_{i}\ v_{i}^{2}-U}

avec {\displaystyle v_{i}}= vitesse relative du ième corps par rapport au centre de masse
et {\displaystyle U} = énergie potentielle d'interactions entre les corps du système.
Le lagrangien du système peut s'écrire : {\displaystyle L={\frac {\mu \ V^{2}}{2}}+\ L_{int}}
et l'énergie {\displaystyle E={\frac {\mu \ V^{2}}{2}}+\ E_{int}}.
Le référentiel à privilégier pour faciliter les calculs est le référentiel du centre de masse dont l'impulsion et le moment cinétique sont ceux vus ci-dessus.

### Changement de jauge
La jauge est l'ensemble des unités de mesure utilisées pour mesurer les différentes caractéristiques  du système. Un changement de jauge qui ne change le lagrangien que d'un facteur multiplicatif constant permet de montrer facilement certaines propriétés quand l'énergie potentielle est une fonction homogène des coordonnées (ce qui est souvent le cas).
Plus précisément : supposons que {\displaystyle U(a.q_{1},a.q_{2},....,a.q_{n})=a^{k}.U(q_{1},q_{2},...,q_{n})}.
Un changement global de jauge est un changement de mesures : {\displaystyle \ q\to a.q} et {\displaystyle \ t\to b.t}
Ce qui signifie que : {\displaystyle {\frac {q}{q'}}=a} et {\displaystyle {\frac {t}{t'}}=b} où {\displaystyle q}, {\displaystyle q'} d'une part, et {\displaystyle t} et {\displaystyle t'} de l'autre, sont des mesures différentes des mêmes distances physiques ou temporelles.
Alors {\displaystyle v={\frac {\mathrm {d} q}{\mathrm {d} t}}} subit le changement de mesure  {\displaystyle v\to {\frac {a}{b}}.v} , donc l'énergie cinétique subit un changement de mesures de facteur {\displaystyle {\frac {a^{2}}{b^{2}}}}.
Pour que le lagrangien ne soit que multiplié par un nombre constant, il faut que : {\displaystyle {\frac {a^{2}}{b^{2}}}=a^{k}} , c'est-à-dire : {\displaystyle b=a^{1-{\frac {k}{2}}}}.
Par exemple avec le potentiel gravitationnel newtonien, on a : {\displaystyle k=-1}, donc  {\displaystyle b=a^{\frac {3}{2}}}, c'est-à-dire : {\displaystyle q^{3}} proportionnel à  {\displaystyle t^{2}}, ce qui correspond à la 3e loi de Kepler.